# Yang Min-hyuk
Yang Min-hyuk (en coreano: 양민혁; Gwangju, 16 de abril de 2006) es un futbolista surcoreano que juega como delantero en el Portsmouth F. C. de la EFL Championship.

## Trayectoria

### Inicios en Corea
En 2022 se unió a la secundaria Gangneung Jeil y comenzó a jugar para el club de fútbol de la escuela, conocido como la academia del Gangwon FC. Para la temporada 2024 fue promovido a la primera del club.

### Inglaterra
El 28 de julio de 2024 se confirma su fichaje por el Tottenham Hotspur F. C. a partir del 1 de enero de 2025. Antes de acabar ese mes, fue cedido al Queens Park Rangers F. C. para lo que quedaba de temporada. Acumuló una segunda cesión la siguiente campaña, esta vez en el Portsmouth F. C.

## Selección nacional
Fue internacional con la categorías juveniles de Corea del Sur sub-16 y sub-17, donde disputó un total de 23 partidos y convirtió 2 goles.

#### Participaciones en torneos juveniles
| Competición               | Sede      | Resultado      | Partidos | Goles |
| ------------------------- | --------- | -------------- | -------- | ----- |
| Copa Asiática Sub-17 2023 | Tailandia | Subcampeón     | 6        | 0     |
| Copa Mundial Sub-17 2023  | Indonesia | Fase de grupos | 3        | 0     |

## Estadísticas

### Clubes
Actualizado al último partido disputado el 18 de agosto de 2024.
| Club                                 | Div.          | Temporada     | Liga  | Liga  | Liga   | Copas nacionales | Copas nacionales | Copas nacionales | Copas internacionales | Copas internacionales | Copas internacionales | Total | Total | Total  |
| Club                                 | Div.          | Temporada     | Part. | Goles | Asist. | Part.            | Goles            | Asist.           | Part.                 | Goles                 | Asist.                | Part. | Goles | Asist. |
| ------------------------------------ | ------------- | ------------- | ----- | ----- | ------ | ---------------- | ---------------- | ---------------- | --------------------- | --------------------- | --------------------- | ----- | ----- | ------ |
| Gangwon F. C. Corea del Sur          | 1.ª           | 2024          | 38    | 12    | 6      | 0                | 0                | 0                | -                     | -                     | -                     | 38    | 12    | 6      |
| Gangwon F. C. Corea del Sur          | Total club    | Total club    | 38    | 12    | 6      | 0                | 0                | 0                | 0                     | 0                     | 0                     | 38    | 12    | 6      |
| Queens Park Rangers F. C. Inglaterra | 2.ª           | 2024-25       | 14    | 2     | 1      | -                | -                | -                | -                     | -                     | -                     | 14    | 2     | 1      |
| Queens Park Rangers F. C. Inglaterra | Total club    | Total club    | 14    | 2     | 1      | 0                | 0                | 0                | 0                     | 0                     | 0                     | 14    | 2     | 1      |
| Total carrera                        | Total carrera | Total carrera | 52    | 14    | 7      | 0                | 0                | 0                | 0                     | 0                     | 0                     | 52    | 14    | 7      |

## Palmarés

### Distinciones individuales
| Distinción                             | Año                               |
| -------------------------------------- | --------------------------------- |
| Jugador joven del mes en la K League 1 | Abril 2024, Mayo 2024, Junio 2024 |